# Norra Promenaden

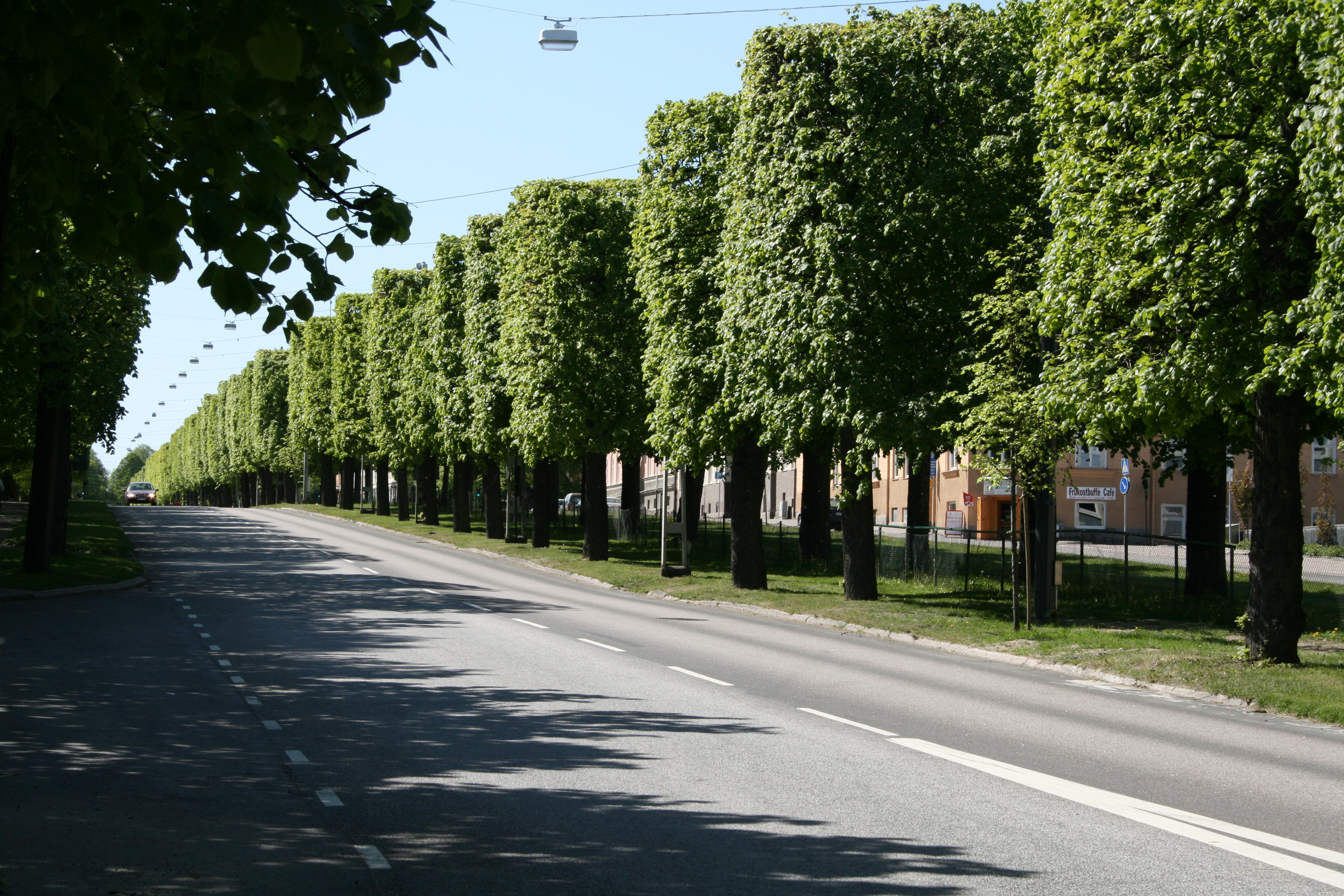
Hamlade träd i Norra Promenaden

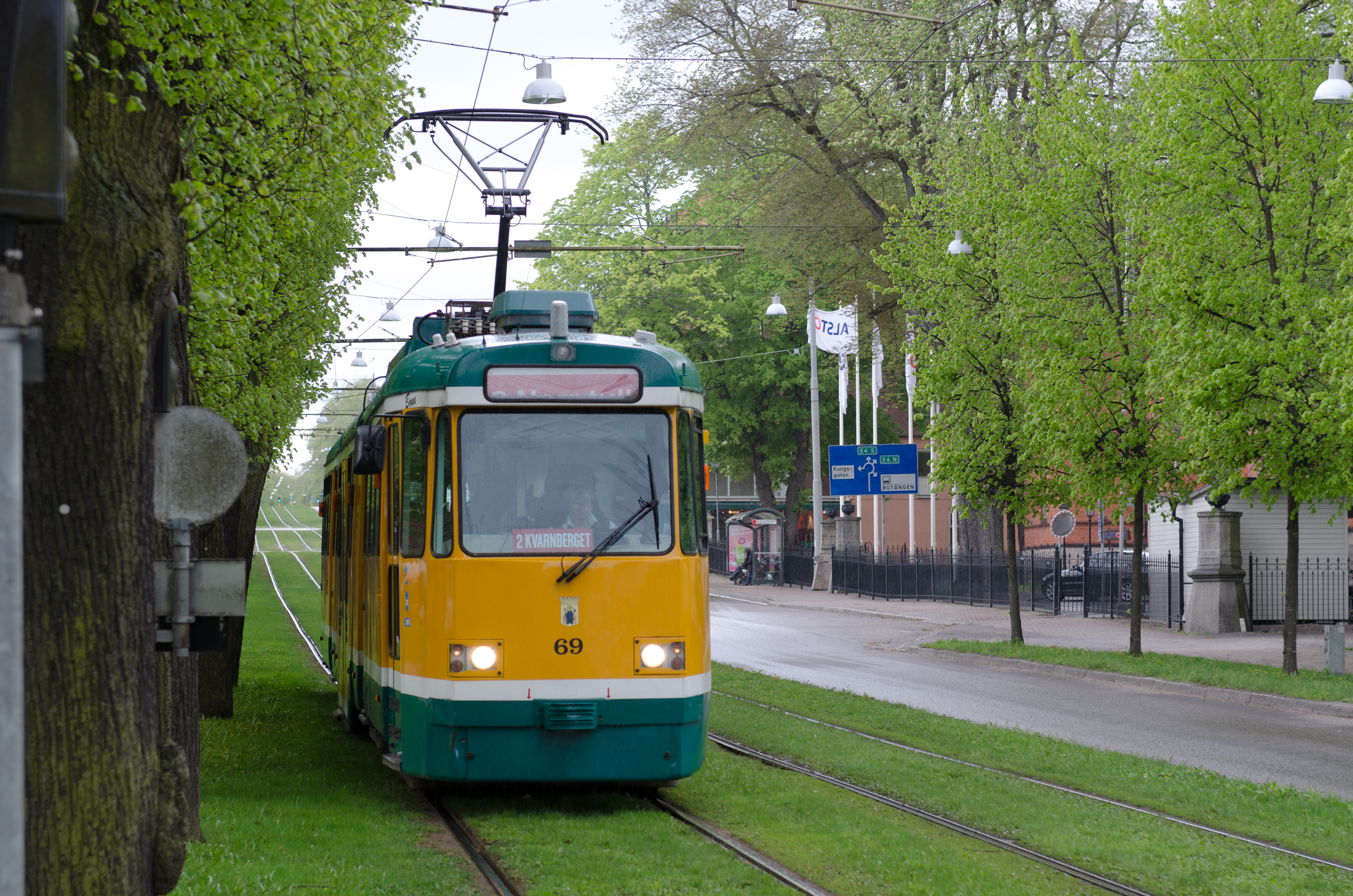
En Düwag GT8-spårvagn på Norra Promenaden öster om Norrtull

Norra Promenaden är en allé av lindar mellan Norra kyrkogården och Folkparken i väster och Motala ström i Saltängen i öster i Norrköping. Den huvudsakligen fyrradiga allén, fram till Varvsgatan, är ungefär 2,1 kilometer lång.
Norra Promenaden är del av det system av esplanader runt Norrköpings dåvarande stadsbebyggelse, som planerades på 1850-talet av det dåvarande styret i staden, Borgerskaps Äldste. Initiativet till Promenaderna i Norrköping togs av snusfabrikanten Erik Swartz, som inspirerades av stadsplanering i stora städer i Europa. Erik Swartz finansierade en av trädgårdsarkitekten Knut Forsberg utarbetad plan,    som publicerades 1856, "Promenader, Parker och Trädgårdar". De lindalléer som började anläggas från 1858, med början med Norra Promenaden, följde till väsentlig del Knut Forsbergs förslag.
Den första 1,5 kilometer långa etappen av Norra Promenaden började anläggas med linden Tilia vulgaris 1858. Den benämndes då ”Nya Allén” och gick mellan Norr Tull och nuvarande Kronomagasinsgatan. I mitten gick en allékörbana, som var inramad med två rader lindar med nio meters avstånd på vardera sidan. Träden vid allékörbanan hade ett avstånd på tolv meter över körbanan och träden vid gångbanorna var placerade på 5,5 meters bredd. Träden hade börjat skeppats från Tyskland året innan. 
Promenaderna fortsatte att byggas ut i etapper fram till 1914. De markerade vid denna tid gränsen mellan stad och landsbygd. De byggnadsminnesförklarades 1994.

## Spårväg
Redan den tidiga spårvagnstrafiken från 1904 för Norrköpings spårväg ingick spår för den då enda linjen på Norra Promenaden mellan Centralstationen och Norrtull, varifrån linjen gick söderut på Kungsgatan. 
Numera trafikerar både Linje 2 och Linje 3 Norra Promenaden från Centralstationen fram till Värmlandsgatan, där de viker av norrut mot Marielund.

## Byggnadsminne
Norra Promenaden ingår i byggnadsminnet "Promenaderna i Norrköping" som inrättades 1994, tillsammans med Södra Promenaden och södra delen av Östra Promenaden.

## Byggnader vid Norra Promenaden
- Matteus kyrka,1887–1892
- Matteusskolan, 1890-talet, ritad av Karl Flodin
- Polishuset, 1965
- Norrköpings centralstation, 1866

## Bildgalleri

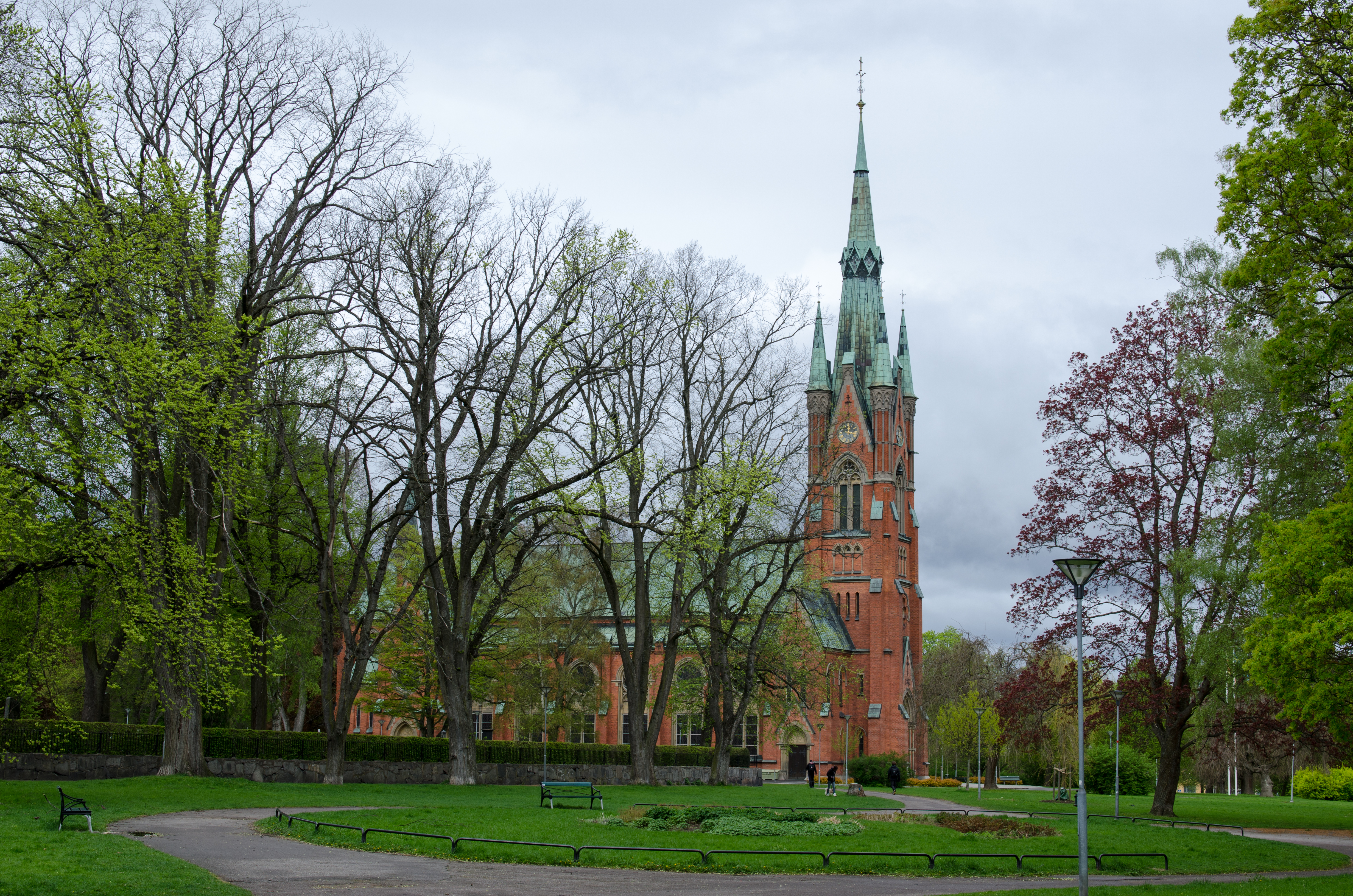
Matteus kyrka
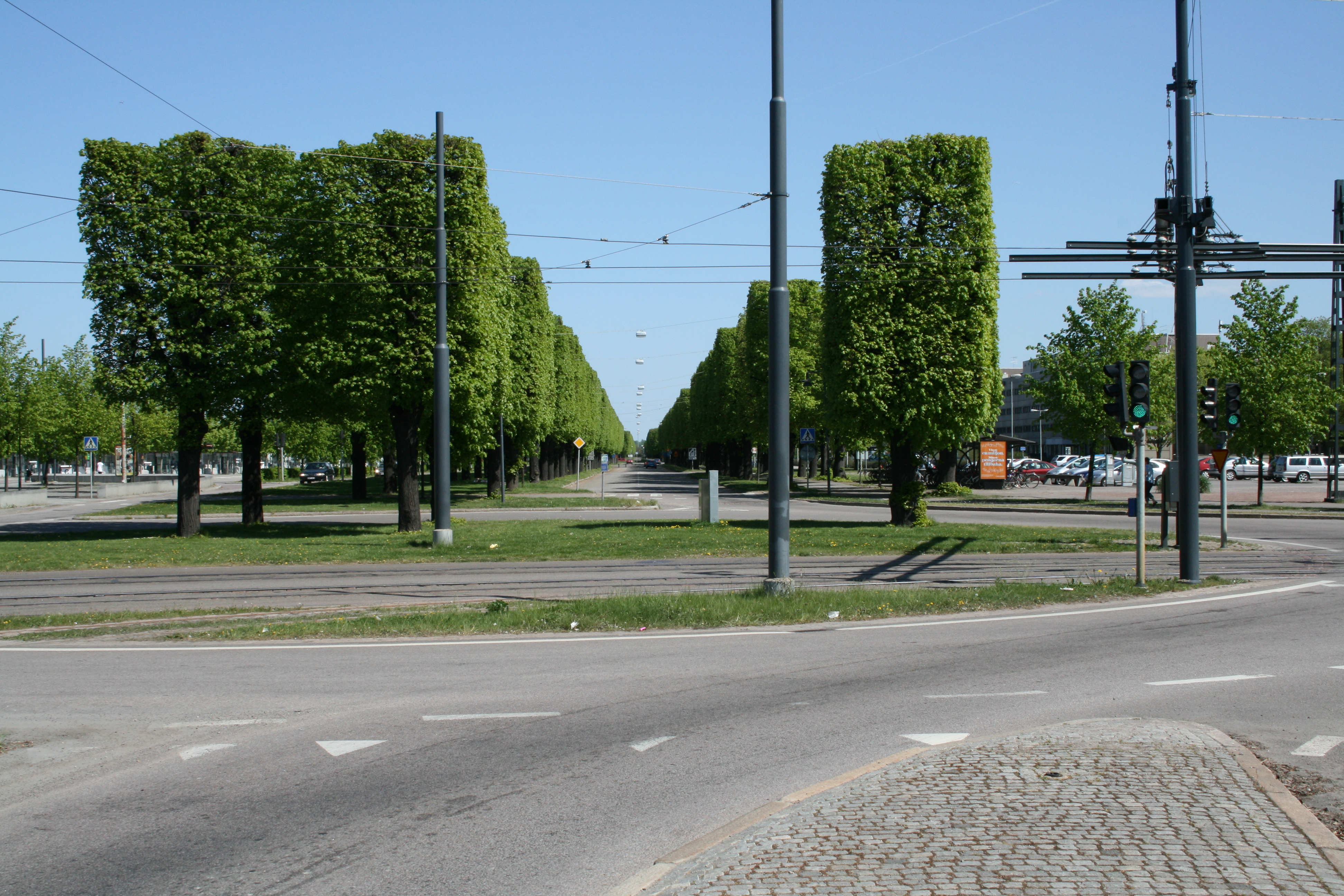
Rondellen vid Norrtull
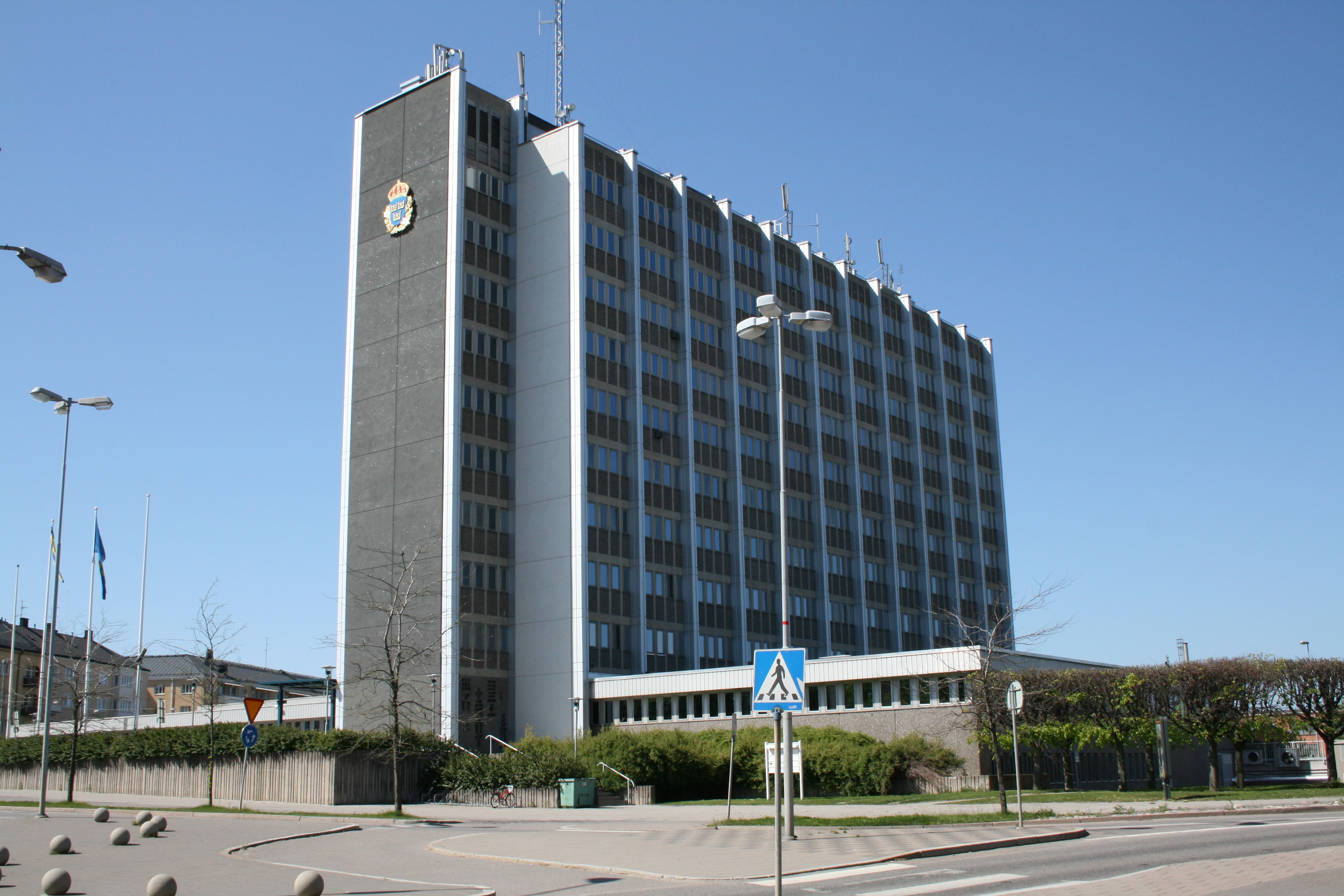
Polishuset
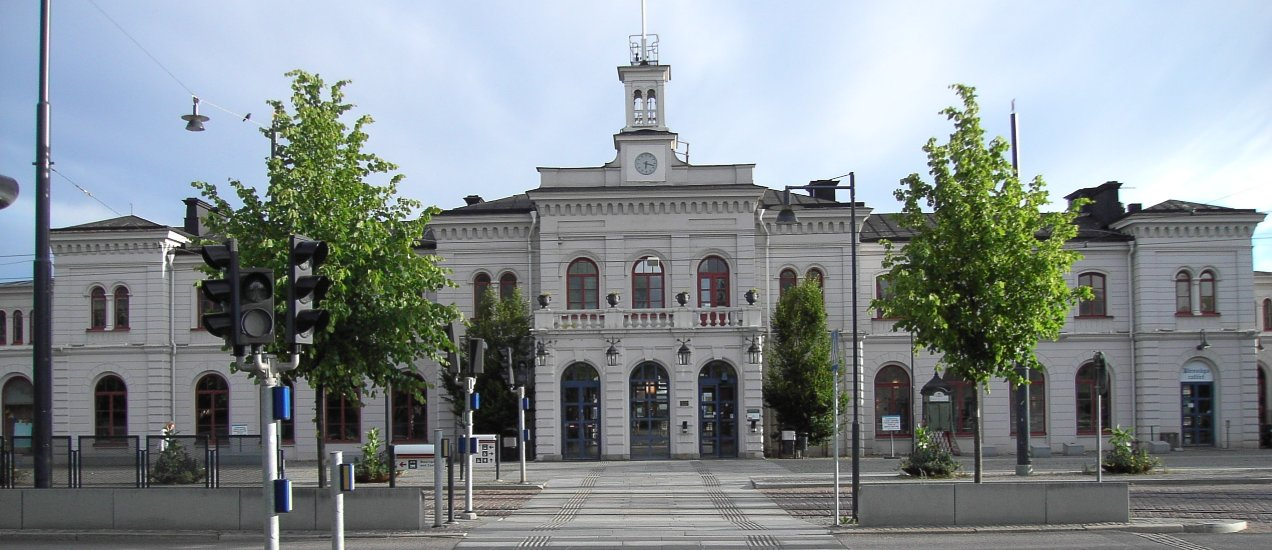
Norrköpings centralstation
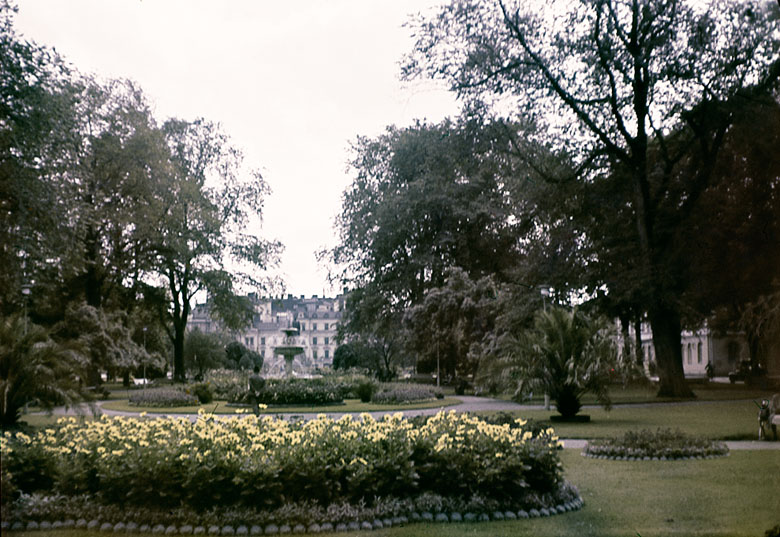
Carl Johans park